# Ernst Håkan Kranck
Ernst Håkan Kranck, född 7 november 1898 i Birkala, död 25 maj 1989 i Dartmouth, var en finländsk geolog.
Kranck blev filosofie doktor 1933. Han var 1930–1948 docent i geologi och mineralogi vid Helsingfors universitet, 1934–1940 professor i ekonomisk geografi vid Svenska handelshögskolan, 1940–1945 chefsgeolog vid Oy Vuoksenniska Ab, 1945–1948 professor i geografi vid Neuchâtels universitet i Schweiz och 1948–1966 professor i geologi vid McGill-universitetet i Montreal. Vid McGill stannade han fram till sin pensionering 1970.
Kranck var en av Finlands främsta geografiska resenärer; redan 1917 var han med på en geologisk expedition i Mongoliet och 1928–1929 deltog han som berggrundsforskare i Väinö Auers stora Patagonienexpedition (skildrad av Kranck i De slocknade eldarnas land, 1930). Boken Med motor och hammare längs Labradorkusten (1940) är en populär skildring av en resa på Labrador, dit de flesta av hans forskningsfärder gick. Så sent som 1959–1962 företog Kranck en expedition till Baffinön vid 70° nordlig bredd och till Axel Heibergön en bit över 80:e breddgraden. Resultaten av sina expeditioner redovisade Kranck, förutom i sina populärvetenskapliga skildringar, också i ett 80-tal artiklar och uppsatser i både nationella och internationella tidskrifter.